# Abdij Neufmoustier
De abdij Neufmoustier, in het Latijn Novum Monasterium was van 1208 tot 1798 een kapittel van augustijnerkanunniken, met de rang van abdij, nabij het centrum van de Belgische stad Hoei.

## Historiek

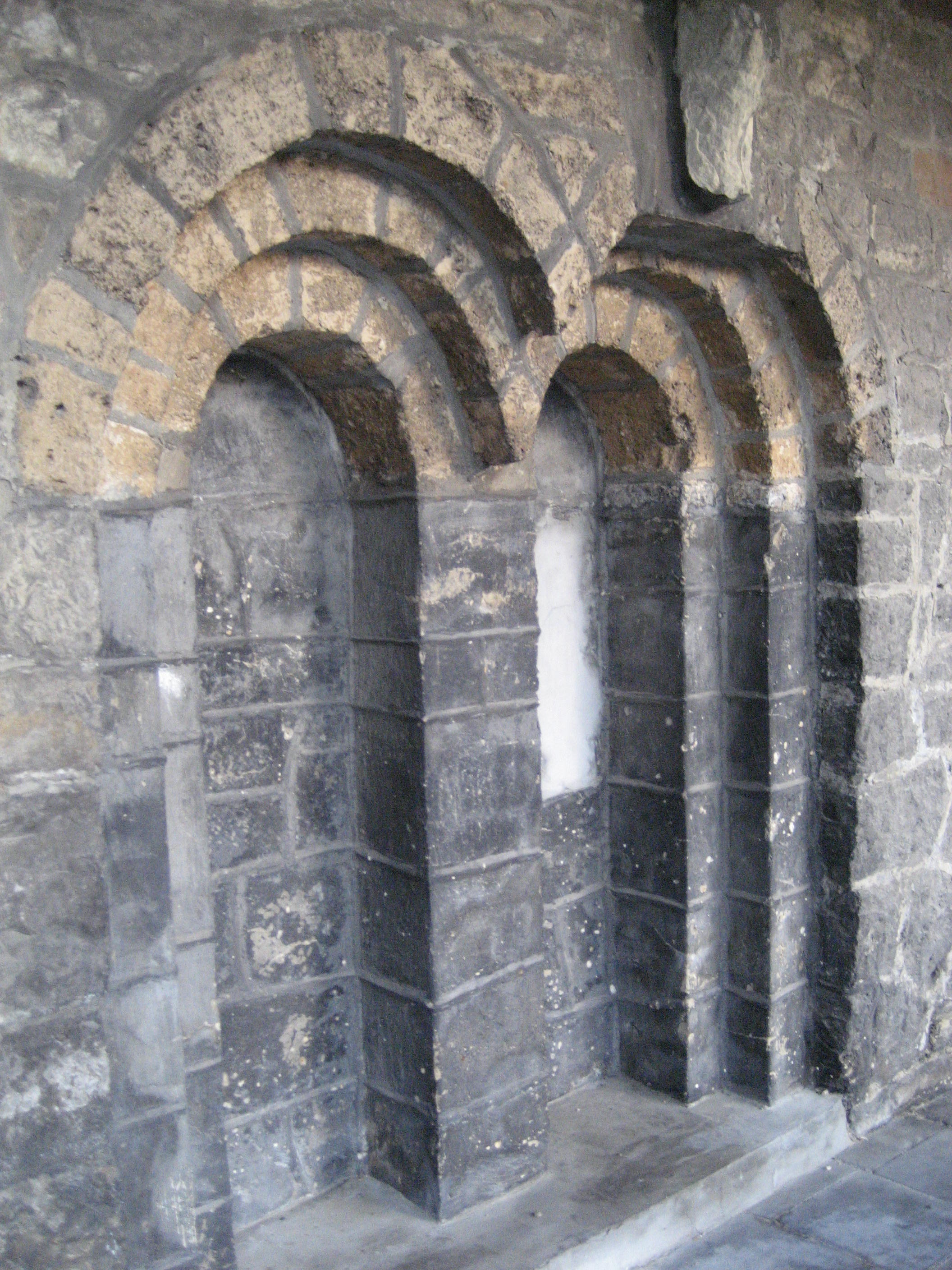
Romaans deel van de abdij van Neufmoustier in Hoei (België)

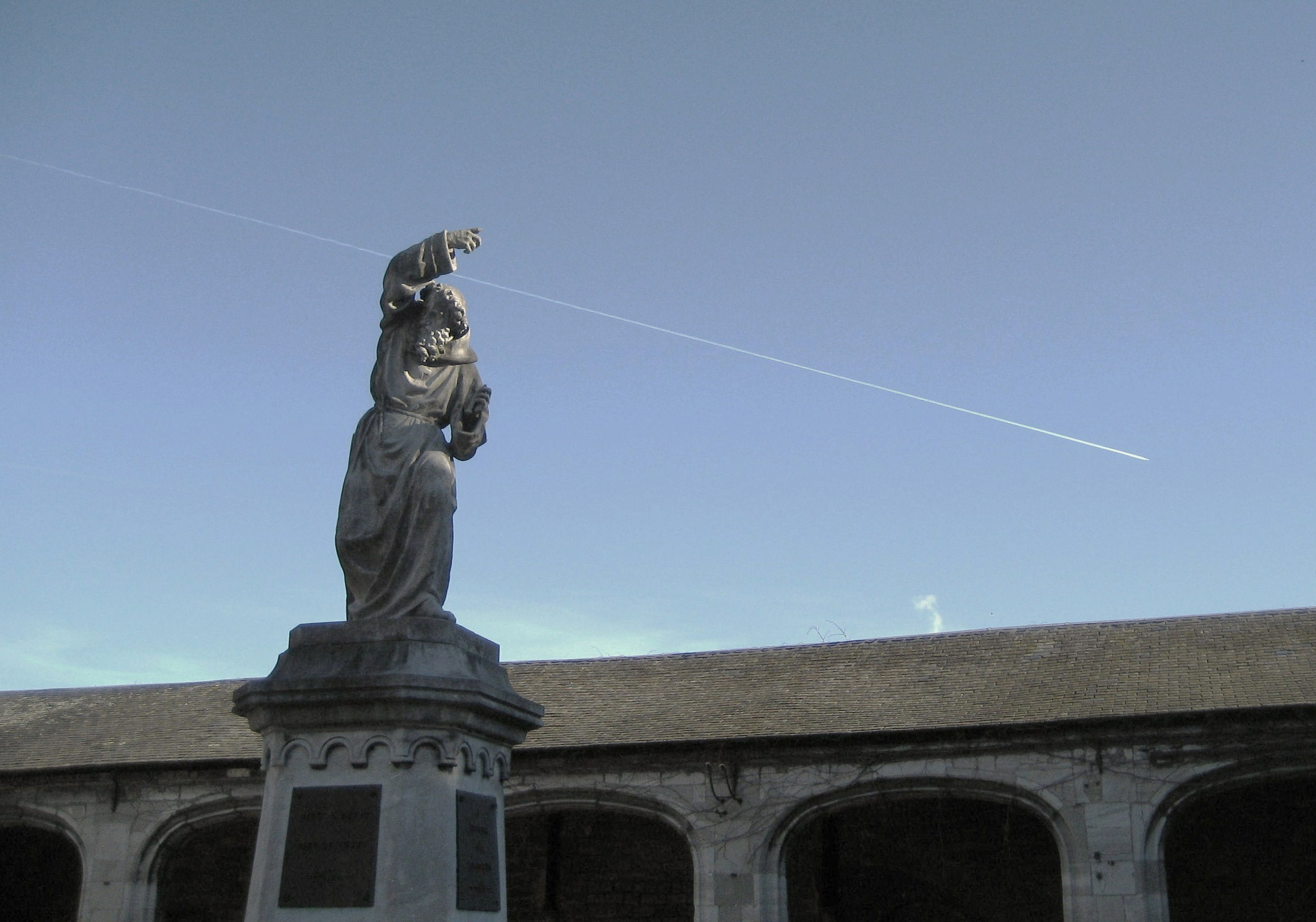
Standbeeld van Peter de Kluizenaar; achteraan 16e-eeuwse resten van de abdij

### Priorij (1101-1208)
Volgens middeleeuwse kroniekschrijvers stichtte Peter de Kluizenaar (1101) na terugkomst van de kruistocht, een religieuze gemeenschap buiten de stadsmuren van Hoei. Hoei lag in het bisdom Luik en, verder in de middeleeuwen en nadien, in het prinsbisdom Luik. De gemeenschap was gemengd priesters en leken. Het novum monasterium, Latijn voor 'nieuw klooster', werd in het Waals Neufmoustier, dat later ook de naam van de buurtschap werd. Kroniekschrijver Mauritius van Hoei, een kanunnik uit de 13e eeuw, beschreef de stichting van de priorij, in het jaar 1101, in aanwezigheid van edelen en niet-edelen. De edelen waren Gozelo van Montaigu, graaf van Montaigu, en zijn zoon Lambert, graaf van Clermont-sous-Huy. Thans wordt aangenomen dat de aanwezigheid van Peter de Kluizenaar bij de stichting fictie was door Mauritius van Hoei. Het is aannemelijk dat de priorij de nagedachtenis van Peter de Kluizenaar levend hield. 
In 1130 wijdde Alexander I, bisschop van Luik, de eerste kerk in. Zoals de priorij was de kerk gewijd aan het Heilig Graf en aan Johannes de Doper. Rond deze periode hadden de geestelijken de regel van Augustinus aangenomen. Ze leefden met deze regel als reguliere kanunniken samen in een kapittel. Er leefden nog lange tijd leken samen met de kanunniken in de priorij van Neufmoustier.
De Romaanse fundamenten die vandaag nog bestaan, dateren uit deze tijd.

### Abdij (1208-1798)
In 1208 werd de priorij tot de rang van abdij verheven, met dus een abt aan het hoofd van het kapittel. Het werd het begin van een bloeiperiode. Een abdij in gotische stijl verrees, een pand in de vorm van een vierkant (16e eeuw). De gotische kerk met grote crypte bevond zich in de zuidvleugel en werd later nog uitgebouwd. De abdij werd grootgrondbezitter in het prinsbisdom Luik, en in het naburige graafschap Namen. Zo nam zij toe in rijkdom. 
In de 17e eeuw brak een zware rivaliteit uit tussen de kanunniken van Neufmoustier en de Kruisheren van Hoei. Paus Urbanus VIII had immers aan de generaal-prior van de Kruisheren de toelating gegeven om mijter en kruis te dragen. De abt van Neufmoustier had het niet begrepen op de deze pauselijke gunst voor de Kruisheren. Bekend is het voorval dat, op een dag, de koetsen van de twee prelaten niet konden kruisen in de nauwe straatjes van Hoei. Geen van de prelaten wou achteruit rijden. De koetsen beukten dan maar op mekaar in en die van de abt van Neufmoustier brak in stukken uiteen.
In de 18e eeuw, nog voor de Franse Revolutie uitbrak, bouwde abt Ponty de Pontillas een abtenkwartier in de noordervleugel.

### Na de Franse Revolutie
Na de Franse Revolutie en Luikse Revolutie schafte het Frans bestuur het kapittel van Neufmoustier af. De gebouwen werden openbaar verkocht en de kerk, zonder de crypte, verdween onder de sloophamer. In 1854 kwamen de restanten van de abdij in handen van Charles Godin. Godin bezat de noordelijke en westelijke vleugels van de abdij. Hij richtte het abtenkwartier in tot een kasteel, waarbij Vierset-Godin zijn architect was. Tevens bracht Godin het verhaal van Peter de Kluizenaar terug onder de aandacht. In het midden van wat ooit het vierkante pand was, liet hij daarom een beeld van Peter plaatsen; de Luikse beeldhouwer Halleux plaatste het beeld in 1858.
In 1925 stortte het dak van het kloosterpand in. Dit werd in 1939 gerestaureerd. De resten van de abdij van Neufmoustier, alsook de hele site, werden erkend als beschermd erfgoed van Wallonië (1959). De stad Hoei is heden eigenaar hiervan.